# Адамстаун (Южный Дублин)

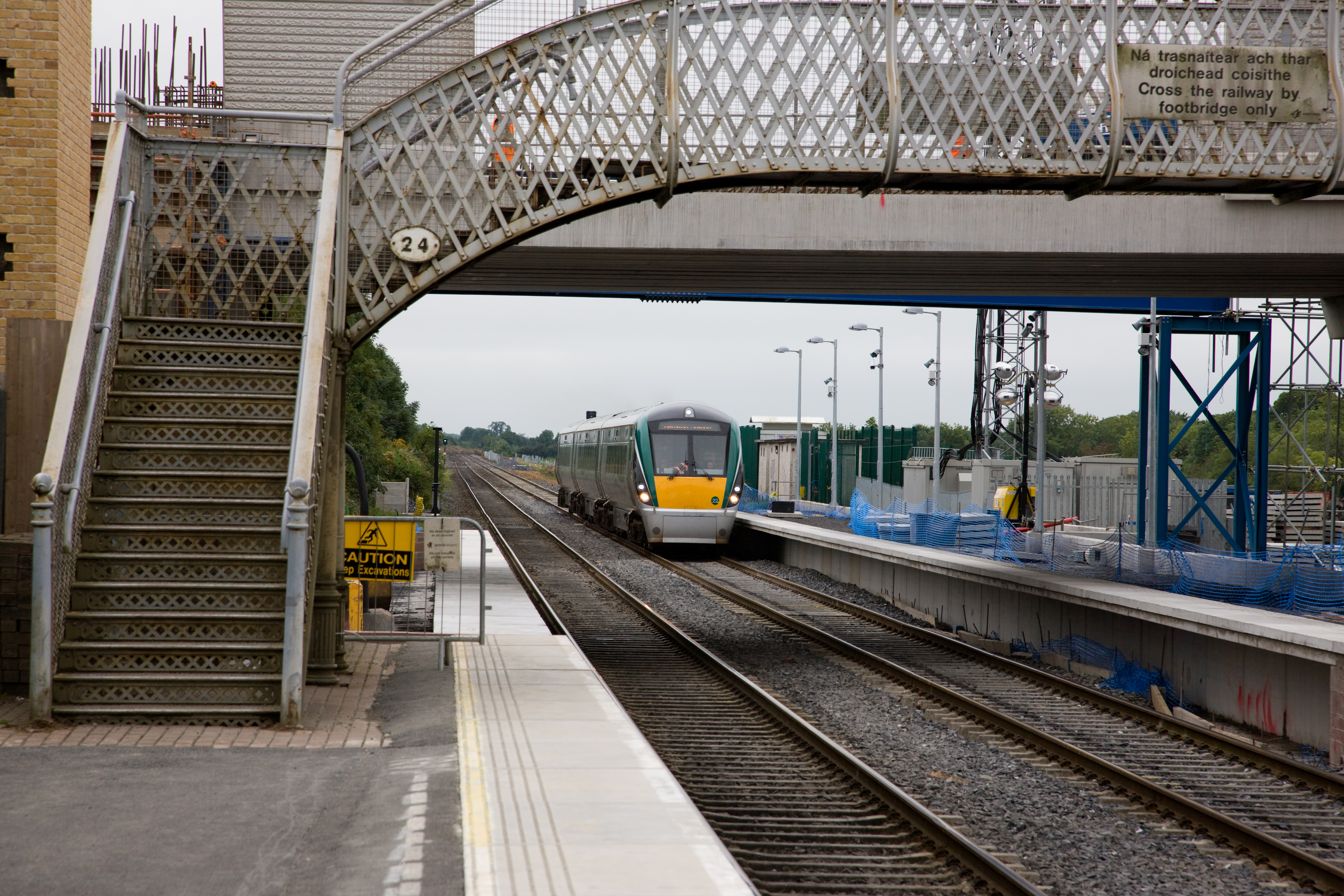
Станция

Адамстаун (англ. Adamstown; ирл. Baile Adaim ) — пригород в Ирландии, находится в графстве Южный Дублин (провинция Ленстер). Пригород расположен в 16 км от центра Дублина сразу за пригородом Лукан.
Адамстаун — спальный район, основанный в июле 2001 года по проекту развития графства Южный Дублин, принятому в 1998 году. Район является стратегической зоной развития. Окончательный план застройки района был принят в сентябре 2003 года. По плану застройки пригород будет состоять из 12 районов, имеющих различный дизайн. В настоящее время ведутся работы в трёх районах (Adamstown Castle, The Paddocks, Adamstown Square), построено более 10 000 квартир.
В пригороде уже построены две начальные школы, средняя школа (запущена в 2009 году). Ведутся работы по строительству библиотеки, спортивного центра и ряда магазинов (первый был открыт осенью 2009 года). В Адамстоуне функционируют спортивные клубы по футболу, единоборствам, велосипедному спорту, гольфу и другим видам.
Севернее пригорода расположена автомобильная трасса N4/M4 route, связывающая Дублин и Слиго. Южнее проходит железнодорожная ветка Дублин-Килдэр. В 2006 году было завершено строительство новой железнодорожной станции в пригороде Адамстаун продолжавшееся 5 месяцев и открытой 10 апреля 2007.